# الطيبة (درعا)
الطيبة او طيية الزعبية هي من بلدات ريف محافظة درعا الشرقي جنوب سوريا، يقطنها ما يقارب ال 25 ألف نسمة، جميعهم من قبيلة الزعبي جميعهم من قبيلة الزعبي تقع على طريق المتاعية بعد قرية أم المياذن جنوب مفرق النعيمة، وتحتوي على الكثير من الآثار العائدة لمختلف العصور، ويشطرها وادي الزيدي إلى نصفين.
تتميز بطبيعتها وموقعها على الحدود السورية الأردنية، وتتميز بكثرة مشاتل الزّيتون فيها.